# Maris

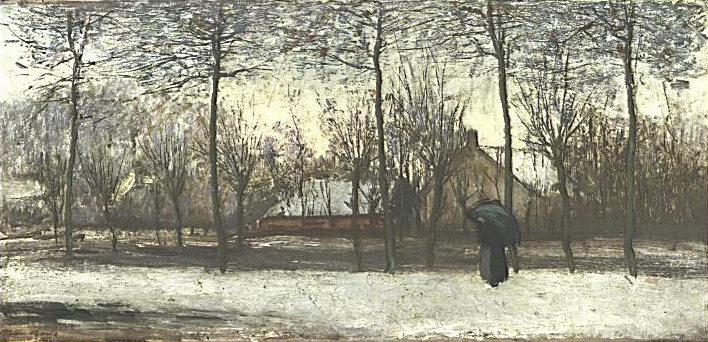
Winter im Dorf von Willem Maris

Maris ist der Name einer niederländischen Malerfamilie aus dem späten 19. Jahrhundert, die der Haager Schule zugeordnet werden kann.
Die wichtigsten Künstler aus dieser Familie sind die drei Brüder:
- Jacob Hendricus Maris (1837–1899): er malte Figuren, nach 1872 auch Landschaften und Stadtgeschichte. Später entwickelte er ein Kolorit, das durch neblig-graue und braune Farben gekennzeichnet ist. Er hatte großen Einfluss auf seine Zeitgenossen unter den niederländischen Malern.
- Matthijs Maris (1839–1917): Zunächst arbeitete er im gleichen Stil wie Jacob; später ging er eigene Wege: seine Werke wurden immer vager, so dass man von Traumgesichter reden könnte; seine späten Werke spiegeln eher symbolische als real existierende Gegenstände wider.
- Willem Maris (1844–1910): er malte holländische Landschaften unter anderem mit Rindern und anderem Vieh, Enten und anderen Tieren, in helleren Farben als seine Brüder.